# Gare Montparnasse (La Mélancolie du départ)
 (octobre 2022).
Si vous disposez d'ouvrages ou d'articles de référence ou si vous connaissez des sites web de qualité traitant du thème abordé ici, merci de compléter l'article en donnant les références utiles à sa vérifiabilité et en les liant à la section « Notes et références ».
Gare Montparnasse (La Mélancolie du départ) (en italien, La Stazione di Montparnasse) est une peinture métaphysique de l'artiste italien Giorgio De Chirico qu'il réalise en 1916. Nombre  de ses œuvres ont été inspirées par les sentiments introspectifs évoqués par les voyages. Il est né en Grèce de parents italiens. Cette œuvre a été peinte à une époque où il vivait à Paris. Elle est conservée au Museum of Modern Art à New York. 

## Description
Cette peinture à l'huile sur toile de 140 × 184,5 cm a pour sujet et titre la gare Montparnasse de Paris. C'est un exemple classique du style de Chirico, représentant une perspective angulaire sur un cadre architectural extérieur avec de ombres longues et les couleurs profondes du début de soirée. À l'horizon, un train à vapeur avec un panache de fumée blanche s'en éloigne. L'image du train apparaît plusieurs fois dans l'œuvre de De Chirico. Au premier plan, un régime de bananes, autre image récurrente dans l'œuvre de Chirico (cf. Le Rêve Transformé). 
En 1916, de Chirico peint une autre œuvre simplement intitulée La Mélancolie du départ . 